# 頂圳福德宮
25°05′32″N 121°42′15″E / 25.092111°N 121.704085°E
頂圳福德宮，是位於臺灣基隆市七堵區六堵里、基隆河畔的土地祠，與當地的水圳有關，並陪祀一對夫妻樹。

## 土地公
嘉慶廿二年（1817年）前後，安溪余氏家族入墾六堵，隨著拓墾面積增加，用水需求劇增，遂決定闢建灌溉系統。六堵雖靠基隆河，卻因基隆河床比六堵還低，河水無法灌溉六堵。於是農民引拔西猴溪作頂圳的水源，又在白匏湖築壩作下圳的引水。其中頂圳乃沿六堵山腳由北面流向南面，於道光十四年（1834年）完成，全長四點五公里，竣工後地方人士在水圳建造一座稱為「頂圳福德宮」的石頭小廟，刻寫「道光拾肆年」。廟內原無供奉土地公神像，石板塊上只刻著「福德正神」四字。鄉民也在下圳興建下圳福德宮。
1960年，頂圳福德宮改建為磚造小廟，1971年間又擴建新廟包圍小廟，當地人稱此為「三代廟」，意指經過三次建成的廟。廟因還設有兩間廟，因而又稱此土地祠為「內三廟」。不到十公尺處還有一間慈鳳宮和三山國王廟，因而又合稱為「外三廟」。又因內三廟和外三廟位在六堵里的六合橋旁小路內，人將內外三廟配六合橋，稱為「六合廟」。

## 樹仔公

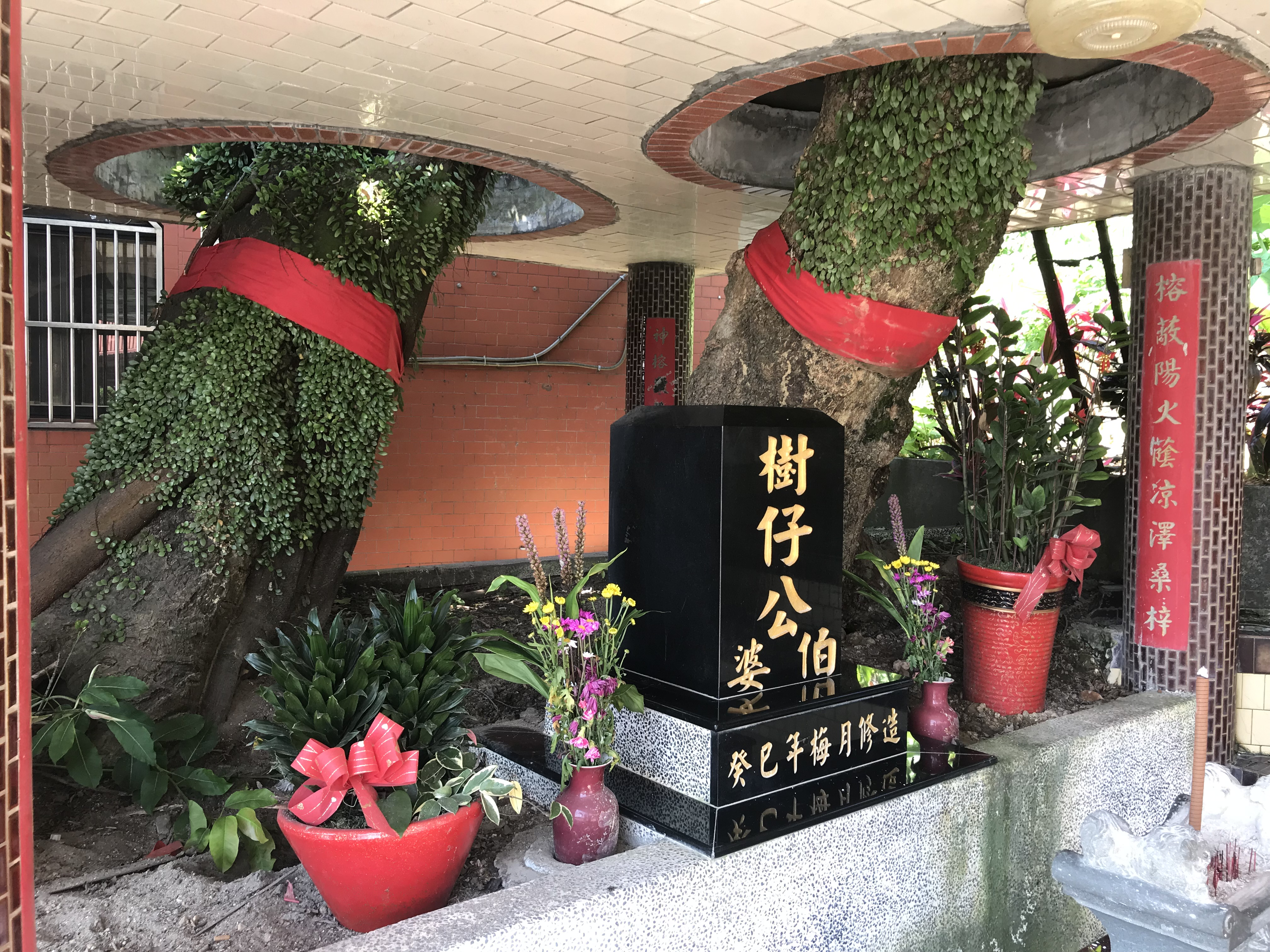
頂圳福德宮樹仔公

當地六堵里長蘇財發表示，當地在日治時期交通不便，只有一條寬約五十公分、沿路為懸崖峭壁的小徑可達草濫溪，農民引水時必需經過兩棵榕樹，方能到草濫溪引水。其中一棵挺直，受另一棵緩緩傾倚，受當地民眾所祭拜，遂分稱為「樹伯」、「樹婆」，還將「樹婆」樹幹外的新枝視為兩樹的兒子，樹幹內的新枝為其孫子。兩榕樹的下方是一處大水埤，農民稱為「險圳」。戰後時期，政府舖設道路，將險圳填平，農民不需再經這兩棵榕樹，但為紀念及緬懷拜樹頭的習俗，民眾特蓋一座涼亭及豎一石碑，並在涼亭附近造一碑牌，上寫「榕公賜財功德厚」及「榕婆啟示豐社稷」。　